# Franciszek Pyter
Franciszek Pyter (ur. 16 maja 1939  w Iwoniczu) – polski reżyser i scenarzysta filmów animowanych.

## Życiorys
Absolwent Wydziału Grafiki Akademii Sztuk Pięknych w Krakowie (dyplom 1963). Członek Związku Polskich Artystów Plastyków (od 1965). W 1969 rozpoczął pracę w Studio Filmów Rysunkowych w Bielsku-Białej.

## Wybrana filmografia
- 1993: Lis Leon (odc. Serce i szpada) - reżyseria, animacja, opracowanie plastyczne, dekoracje
- 1992: Lis Leon (odc. Duchy) - reżyseria, animacja, opracowanie plastyczne, dekoracje
- 1987: Karaluch. Blatta orientalis - reżyseria
- 1986: Porwanie w Tiutiurlistanie - reżyseria, opracowanie plastyczne, dekoracje
- 1985: Bolek i Lolek w Europie (odc. W Hiszpanii) - opracowanie plastyczne
- 1984: Olimpiada Bolka i Lolka (odc. Pojedynek, Kolarstwo, Siatkówka, Igrzyska, Nim zapłonie znicz) - opracowanie plastyczne
- 1983: Olimpiada Bolka i Lolka (odc. Tor przeszkód, Żółty czepek, Zawody łucznicze, Judo, Gol, Żeglarstwo, Slalom, Skok w dal) - opracowanie plastyczne
- 1979: Wielka podróż Bolka i Lolka (odc. W służbie Buddy, Ptak śmierci, Wyspa Bolka i Lolka) - opracowanie plastyczne, dekoracje
- 1978-1980 Wyprawa profesora Gąbki - opracowanie plastyczne
- 1975: Zabawy Bolka i Lolka (odc. Niezwykłe odkrycie) - reżyseria, opracowanie plastyczne
- 1974: Przygody Bolka i Lolka (odc. Zimowe zawody, Zielone ścieżki) - reżyseria, opracowanie plastyczne

## Nagrody indywidualne
- 1988: Grand Prix „Złoty Hugo” na Międzynarodowym Festiwalu Filmowym w Chicago za Porwanie w Tiutiurlistanie
- 1987: Nagroda za animację na Ogólnopolskim Festiwalu Filmów Krótkometrażowych w Krakowie za Karaluch. Blatta orientailis
- 1986: Nagroda dziennikarzy na Ogólnopolskim Festiwalu Filmów dla Dzieci i Młodzieży w Poznaniu za Porwanie w Tiutiurlistanie
- 1976: Nagroda Ministra Spraw Zagranicznych za wybitne zasługi w propagowaniu polskiej kultury za granicą za Przygody Bolka i Lolka